# Baronetti Baird
Baronetto Baird è il titolo concesso alla famiglia Baird tra i baronetti della Nuova Scozia e tra i baronetti del Regno Unito.

## Storia

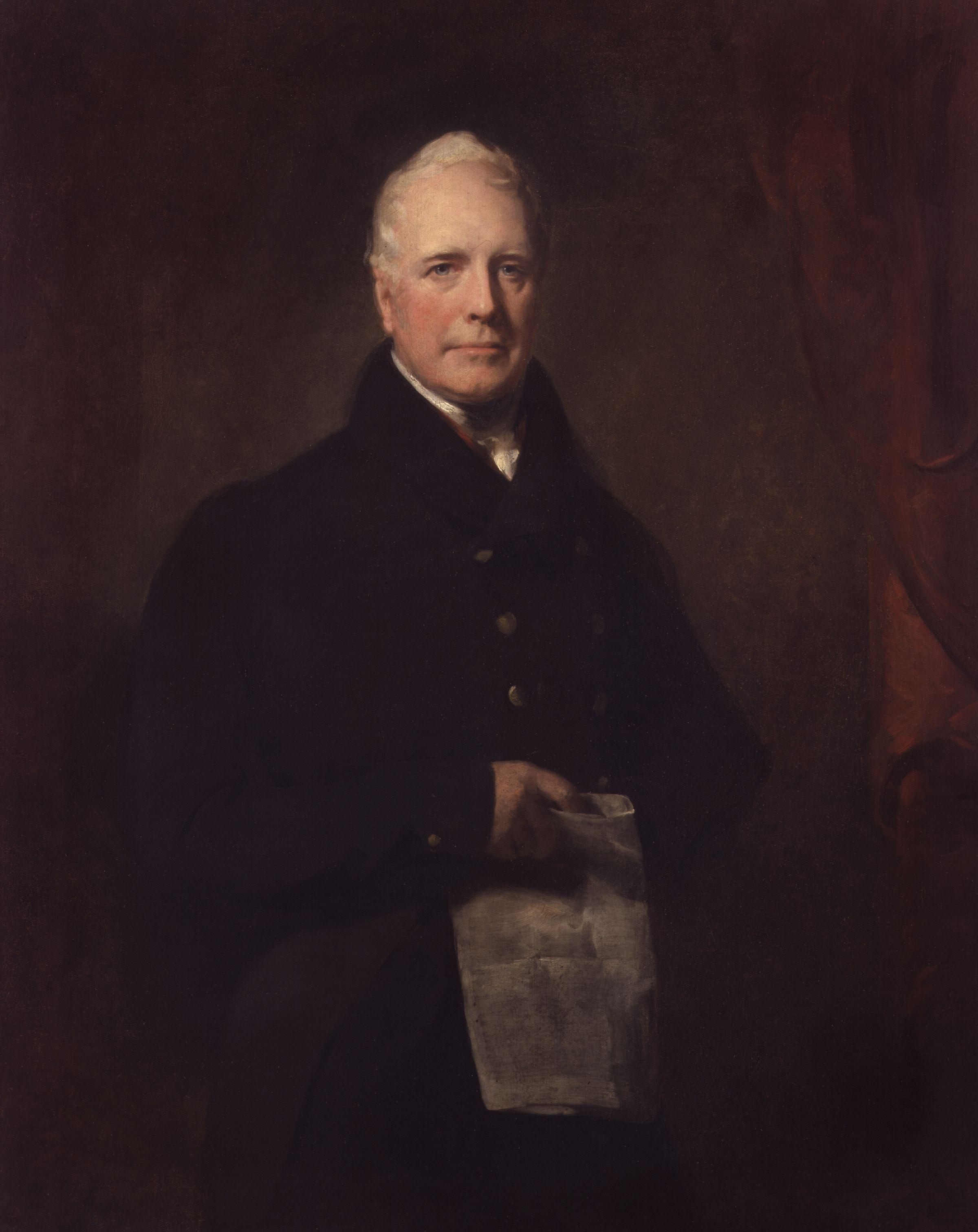
Sir David Baird, I baronetto, della seconda creazione di Newbyth

Il primo titolo di baronetto Baird di Newbyth nella contea di Haddington venne creato nel baronettaggio della Nuova Scozia il 4 febbraio 1680 per William Baird (1654-1737), figlio di lord John Baird, 1620-1698. Lord William Baird sedette nella camera dei comuni per Midlothian divenendo in seguito Lord of Session. Il titolo si estinse nel 1745 alla morte di suo figlio sir John Baird, II baronetto. I suoi possedimenti passarono a suo cugino, William Baird del ramo di Saughtonhall della famiglia.
Il titolo di baronetto Baird di Saughtonhall (o di Saughton Hall o Sauchtonhall) nella contea di Edimburgo, venne creato nel baronettaggio della Nuova Scozia il 28 febbraio 1695 per Robert Baird, mercante di Edimburgo e figlio di James Baird, V di Auchmedden. Il titolo venne creato con trasmissibilità ai maschi della propria progenie. David Baird, IV baronetto morì per le ferite nella battaglia di Fontenoy nel 1745. Il fratello di David, William Baird, divenne V baronetto. Questi era capitano nella Royal Navy. Sposò Frances, figlia del colonnello James Gardiner. l'XI baronetto è Sir James Andrew Gardiner Baird.
Il titolo di baronetto Baird di Newbyth seconda creazione, nella contea di Haddington, venne creato nel baronettaggio del Regno Unito il 13 aprile 1809 per il soldato David Baird, nipote di William Baird, figlio minore di sir Robert Baird, I baronetto, di Saughtonhall. Suo padre, William Baird, aveva ereditato la residenza di Newbyth nel 1745 alla morte di sir John Baird, II baronetto, della prima creazione. Il baronettaggio venne creato con la possibilità di trasmissione anche al fratello maggiore di Baird, Robert, ed ai suoi eredi maschi. Sir David Baird, infatti, morì senza eredi e gli succedette suo nipote, David Baird, II baronetto.
Il titolo di baronetto Baird di Urie venne creato nel baronettaggio del Regno Unito l'8 marzo 1897 per Alexander Baird di Urie della linea minore dei Baird di Gartsherrie. Questa linea si estinse con James Ian Baird, III baronetto, quando cambiò il suo cognome da Baird a Keith nel 1967.

## Baronetti Baird, di Newbyth; 1^ creazione (1680)

Stemma dei Baird di Newbyth: di rosso al cinghiale passante d'oro, al cantone ermellinato con una spala in palo al naturale.

- William Baird, I baronetto (1654–1737)
- John Baird, II baronetto (1686–1745)

## Baronetti Baird, di Saughtonhall (1695)
- Robert Baird, I baronetto (m. 1697)
- James Baird, II baronetto (m. 1715)
- Robert Baird, III baronetto (c. 1690–1740)
- David Baird, IV baronetto (c. 1729–1745)
- William Baird, V baronetto (m. 1771)
- James Gardiner Baird, VI baronetto (m. 1830)
- James Gardiner Baird, VII baronetto (1813–1896)
- William James Gardiner Baird, VIII baronetto (1854–1921)
- James Hozier Gardiner Baird, MC, IX baronetto (1883–1966)
- James Richard Gardiner Baird, MC, X baronetto (1913–1997)
- (James) Andrew Gardiner Baird, XI baronetto[1] (n. 1946)

Erede presunto è Alexander Baird di Soughtonhall (n. 1986)

## Baronetti Baird, di Newbyth; 2^ creazione (1809)
- David Baird, I baronetto (1757–1829)
- David Baird, II baronetto (1795–1852)
- David Baird, III baronetto, (1832 – 12 ottobre 1913)
- David Baird, IV baronetto (1865–1941)
- David Charles Baird, V baronetto (1912–2000)
- Charles William Stuart Baird, VI baronetto[1] (n. 1939)

Erede presunto è Andrew James Baird (n. 1970), discendente del fratello maggiore del primo baronetto della prima creazione.